# Wedekindellina
Wedekindellina es un género de foraminífero bentónico de la subfamilia Wedekindellininae, de la familia Fusulinidae, de la superfamilia Fusulinoidea, del suborden Fusulinina y del orden Fusulinida. Su especie tipo es Fusulinella euthusepta. Su rango cronoestratigráfico abarca el Moscoviense (Carbonífero superior).

## Discusión
Clasificaciones más recientes incluyen Wedekindellina en la subclase Fusulinana de la clase Fusulinata. Wedekindellina ha sido considerado homónimo posterior de Wedekindellina Schindewolf, 1928, y se ha propuesto como sustituto a Wedekindia.

## Clasificación
Wedekindellina incluye a las siguientes especies:
- Wedekindellina alveolata †
- Wedekindellina ardmorensis †
- Wedekindellina cabezasensis †
- Wedekindellina dunbari †
- Wedekindellina dutkevitchi †
  - Wedekindellina dutkevitchi longissima †
- Wedekindellina elfina †
- Wedekindellina elongata †
- Wedekindellina euthusepta †
- Wedekindellina fluxa †
- Wedekindellina plena †
- Wedekindellina praematura †
- Wedekindellina prolifica †
- Wedekindellina pseudohenbesti †
- Wedekindellina pseudomatura †
- Wedekindellina pulchra †
- Wedekindellina quasicylindrica †
- Wedekindellina rossi †
- Wedekindellina similis †
- Wedekindellina tianshanensis †
- Wedekindellina ultimata †
- Wedekindellina uniformis †
- Wedekindellina uralica †